# 間部詮寛
間部 詮寛（まなべ あきのぶ）は、江戸時代後期の旗本。赤坂間部家当主・間部詮芳の長男。
生年不明。文政6年（1823年）4月、父・詮芳が松平外記に殺され、それから7か月後の11月に赤坂間部家の家督を相続する。天保11年（1840年）8月、死去。家督は弟の詮徴が継いだ。